# Canard-Duchêne

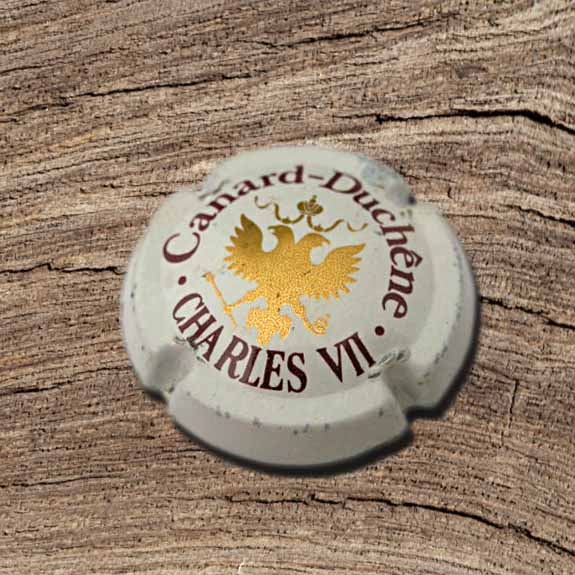
Kapsel mit Signet von Canard-Duchêne (vorletzte Version)

Canard-Duchêne ist ein 1868 gegründetes Champagnerhaus in Ludes. Die zwischenzeitlich zur Moët-Hennessy-Louis-Vuitton-Gruppe gehörende Champagner-Marke wurde im Jahr 2003 von Alain Thiénot herausgekauft und wird seitdem eigenständig betrieben.
Die Familiengeschichte der alten Weinbauernfamilie lässt sich bis in das Jahr 1756 zurückverfolgen. Der Tischler und Küfer Victor Canard, noch nicht 30 Jahre alt, und seine Frau Léonie Duchêne, Tochter einer Winzerfamilie, entschlossen sich, ab 1860 ihre Trauben selbst zu keltern und unter ihrem Namen zu vermarkten. 1868 begann man mit der Champagnerproduktion und gründete dafür ein Unternehmen. 1890 stiegen die beiden Söhne Edmond und Alfred in das Geschäft der Eltern mit ein. Edmond verstand es, seinen Schaumweinen einen unverwechselbaren Charakter zu verleihen; das Haus avancierte zum Hoflieferanten Zar Nikolaus II. Aus dieser Zeit stammt auch das Familienwappen mit dem russischen Doppeladler und dem Insignum des Champagnersäbels.
Ab 1930 stieg der charismatische Sohn Edmonds, Victor, in das Familienunternehmen ein. Er stand mit zahlreichen Ämtern und Funktionen mitten im gesellschaftlichen Leben jener Zeit. Auch verstand er es, den Betrieb und das Image behutsam zu modernisieren. Canard-Duchêne war ein Sponsor bei den Olympischen Winterspielen 1968 in Grenoble. Dieses Jahr wurde mit zahlreichen Veranstaltungen das hundertjährige Betriebsbestehen begangen. In der Kathedrale von Reims wurde eine besondere Jahrgangsabfüllung gesegnet.:S. 142
Zehn Jahre später, 1978, schloss man sich mit einer Jahresproduktion von 2,8 Mio. Flaschen der Gruppe Veuve Cliquot an. Heute gilt das Unternehmen als eines der wirtschaftlich erfolgreichsten Champagnerhäuser.
Die wichtigsten Sorten:
- Grand Cuvée Charles VII brut blanc de noirs (Anteil der Gesamtproduktion: 36 %): 73 % Pinot Noir, 27 % Pinot Meunier
- Brut (Anteil der Gesamtproduktion: 15 bis 20 %): 35 bis 40 % Pinot Noir, 20 bis 25 % Chardonnay, 15 bis 20 % Pinot Meunier
- Grand Cuvée Charles VII brut rosé (Anteil der Gesamtproduktion: 15–20 %): 52 % Pinot Noir, 36 % Chardonnay, 12 % Pinot Meunier